# Euroregion Pomerania
Die Euroregion Pomerania ist eine grenzüberschreitende Europaregion im nordwestlichen Polen und im nordöstlichen Deutschland und erinnert an die heute geteilte frühere preußische Provinz Pommern.

## Geschichte
In dieser Europaregion leben derzeit ungefähr 2,7 Millionen Menschen. Ihre Fläche umfasst rund 35.500 km². Der paritätisch aus Deutschen und Polen besetzte Rat der Euroregion hat seinen Hauptsitz in der alten Hauptstadt Stettin (Szczecin). Ziel der Euroregion ist eine Annäherung der Menschen in den deutschen und polnischen Grenzregionen. Eine große Herausforderung ist dabei vor allem die Überwindung von Vorurteilen und den Grenzen im Kopf, dem Erbe von drei Jahrhunderten Nationalstaatsgeschichte. Deutsche und Polen wissen noch immer wenig voneinander und sind sich fremd geblieben, dies nicht zuletzt auch durch fehlende Fremdsprachenkenntnisse. Hier setzt die Arbeit der Euroregion an. Auch das Deutsch-Polnische Jugendwerk ist ein wichtiger Baustein dazu. Das Jugendwerk finanziert Projekte zum Jugendaustausch.
Durch die Koordination und Unterstützung gemeinsamer Programme und Investitionen in Wirtschaft, Bildung, Kultur, Infrastruktur und Umweltschutz will man sich näher kommen. Neben der Einrichtung eines Informationssystems zum Datenaustausch in der Euroregion soll zunehmend auch bei der Bekämpfung von Katastrophen und Havariesituationen zusammengearbeitet werden.
An die historisch gewachsenen West-Ost und Nord-Süd-Verbindungen auf dem Gebiet der Euroregion Pomerania wird unter den Gesichtspunkten der weiteren europäischen Integration angeknüpft, wodurch langfristig die Lebensbedingungen innerhalb der EU auch bei den Mitgliedern der Pomerania angeglichen werden sollen.
Der Gründungsvertrag wurde am 15. Dezember 1995 zwischen polnischen und deutschen Partnern in Stettin unterzeichnet. Die Zusammenarbeit basiert auf einem von Deutschen und Polen geschlossenen Vertrag, der 1998 auch durch den südschwedischen Gemeindeverband Skåne län (Schonen/Skåne) unterzeichnet wurde. Fünfzehn Jahre lang war Schonen Mitglied in der Euroregion. 2013 trat Schweden aber wieder aus der Euroregion aus. Zur Zeit Schwedisch-Pommerns hatte Vorpommern – ganz oder teilweise – mehr als 150 Jahre lang zu Schweden gehört.
Eine Zusammenarbeit mit der dänischen Insel Bornholm und dem östlichen Dänemark wird angestrebt.

## Mitglieder
Verein der Polnischen Gemeinden der Euroregion Pomerania
Dem polnischen Verein gehören 96 Gemeinden der Woiwodschaft Westpommern einschließlich der Stadt Stettin sowie die Gemeinde Miastko (Rummelsburg) in der Woiwodschaft Pommern und die Gemeinde Zbąszyń (Bentschen) in der Woiwodschaft Großpolen an.
Kommunalgemeinschaft Europaregion POMERANIA e. V.
Die deutsche Kommunalgemeinschaft wurde 1992 gegründet und trat 1995 der Euroregion Pomerania bei. Mitglieder sind die Städte Stralsund, Greifswald und Neubrandenburg sowie die Landkreise Vorpommern-Rügen, Vorpommern-Greifswald und Mecklenburgische Seenplatte aus dem Land Mecklenburg-Vorpommern. Aus dem Land Brandenburg sind die Landkreise Uckermark, Barnim und Märkisch-Oderland dem Verein beigetreten. Sitz des Vereins ist das nahe Stettin gelegene Löcknitz in Vorpommern. In Neubrandenburg und Schwedt unterhält der Verein je ein sogenanntes „Service- und BeratungsCenter“. Langjähriger und erster Vorsitzender der Kommunalgemeinschaft Europaregion POMERANIA e. V. war seit 1992 Peter Heise. Seit 2014 folgte ihm Andrea Gronwald als Geschäftsführerin nach.

## Galerie

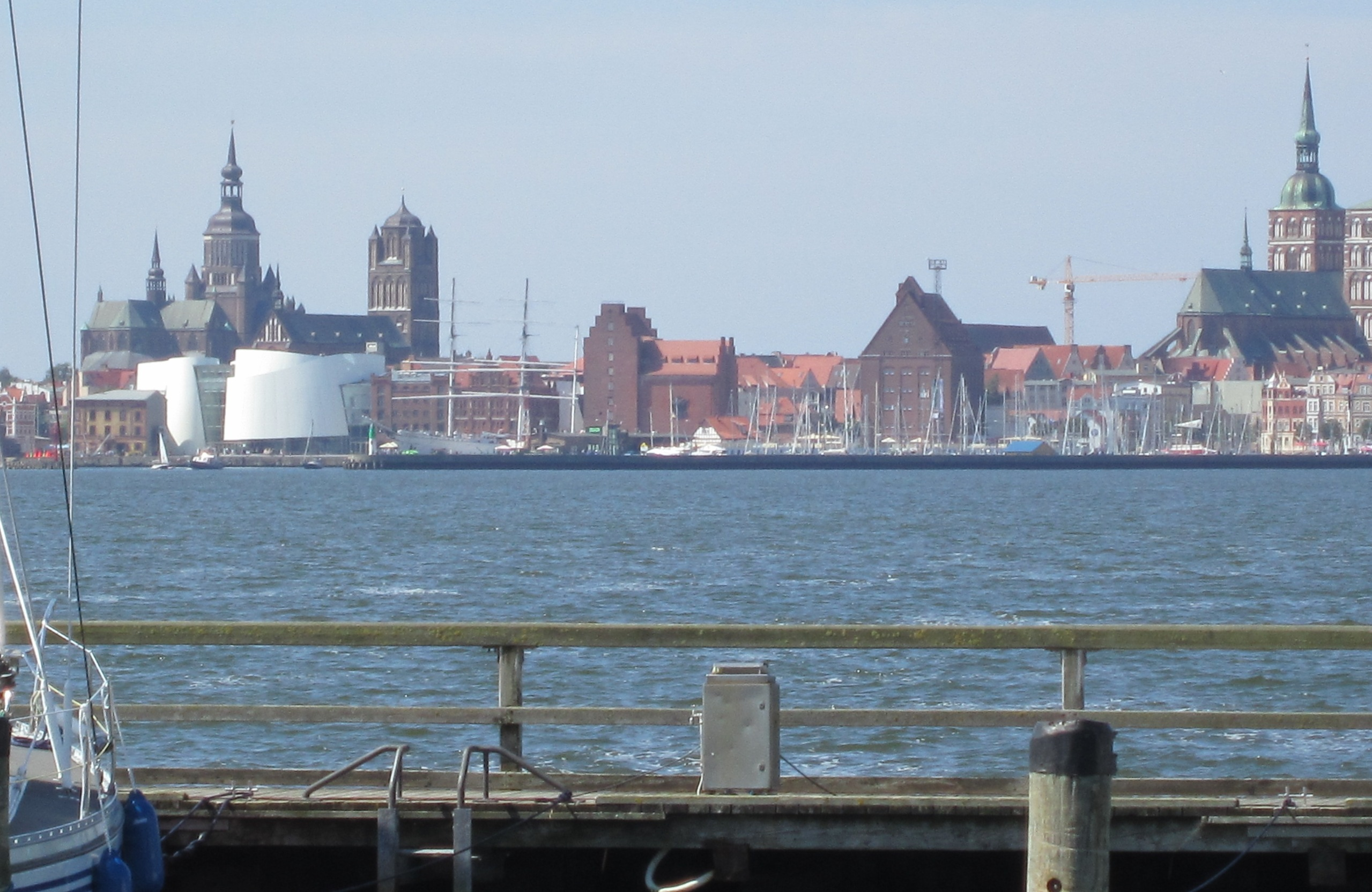
Stralsund, eine der deutschen Mitgliedsstädte der Euroregion Pomerania
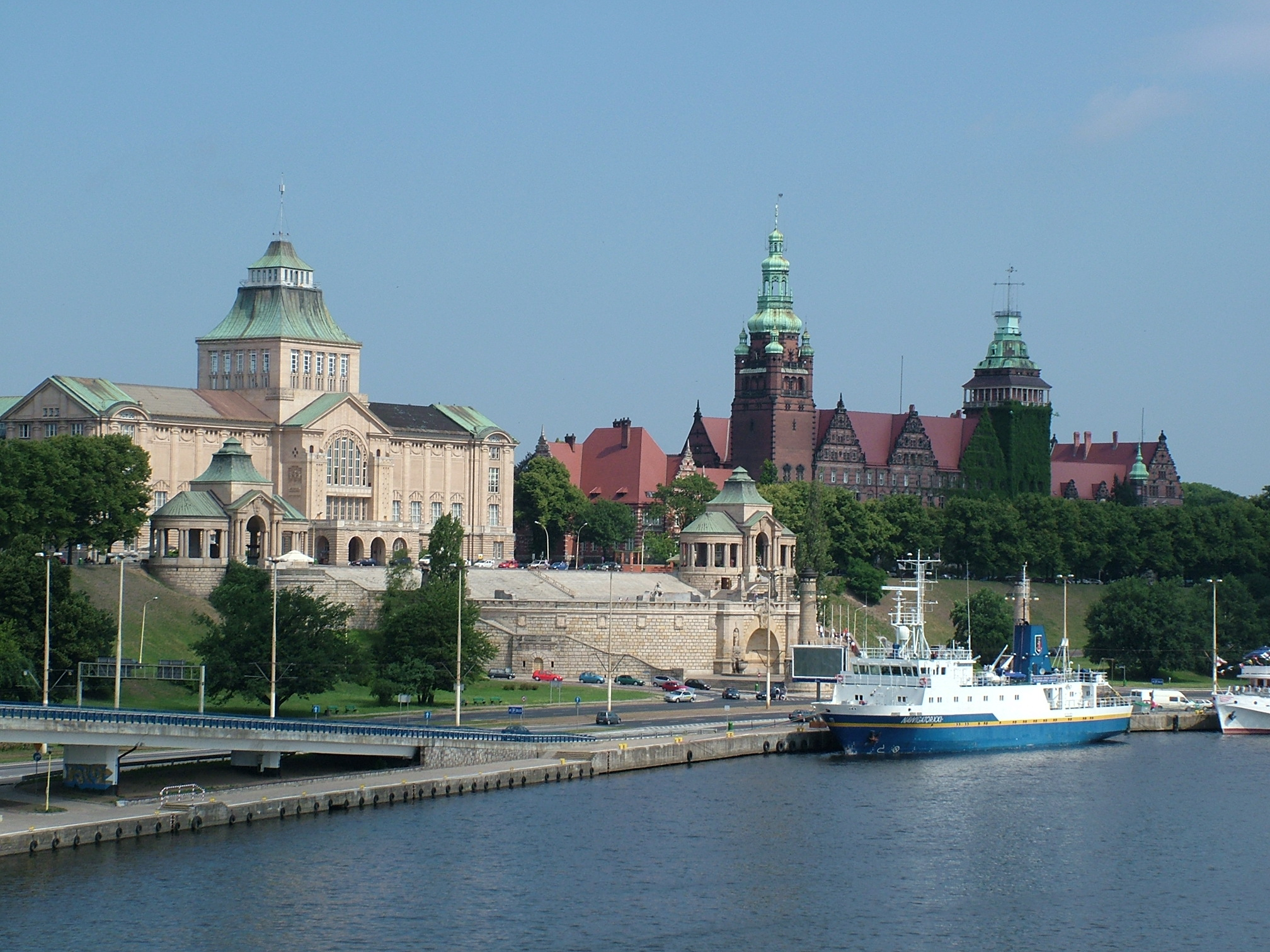
Stettin, eine der polnischen Mitgliedsstädte der Euroregion Pomerania